# Romanshorn
Romanshorn, in der ostschweizerdeutschen Ortsmundart Romishorn [ˈromisˌhɔrn], ist eine politische Gemeinde und eine Stadt im Schweizer Kanton Thurgau. Sie gehört zum Bezirk Arbon.

## Geographie

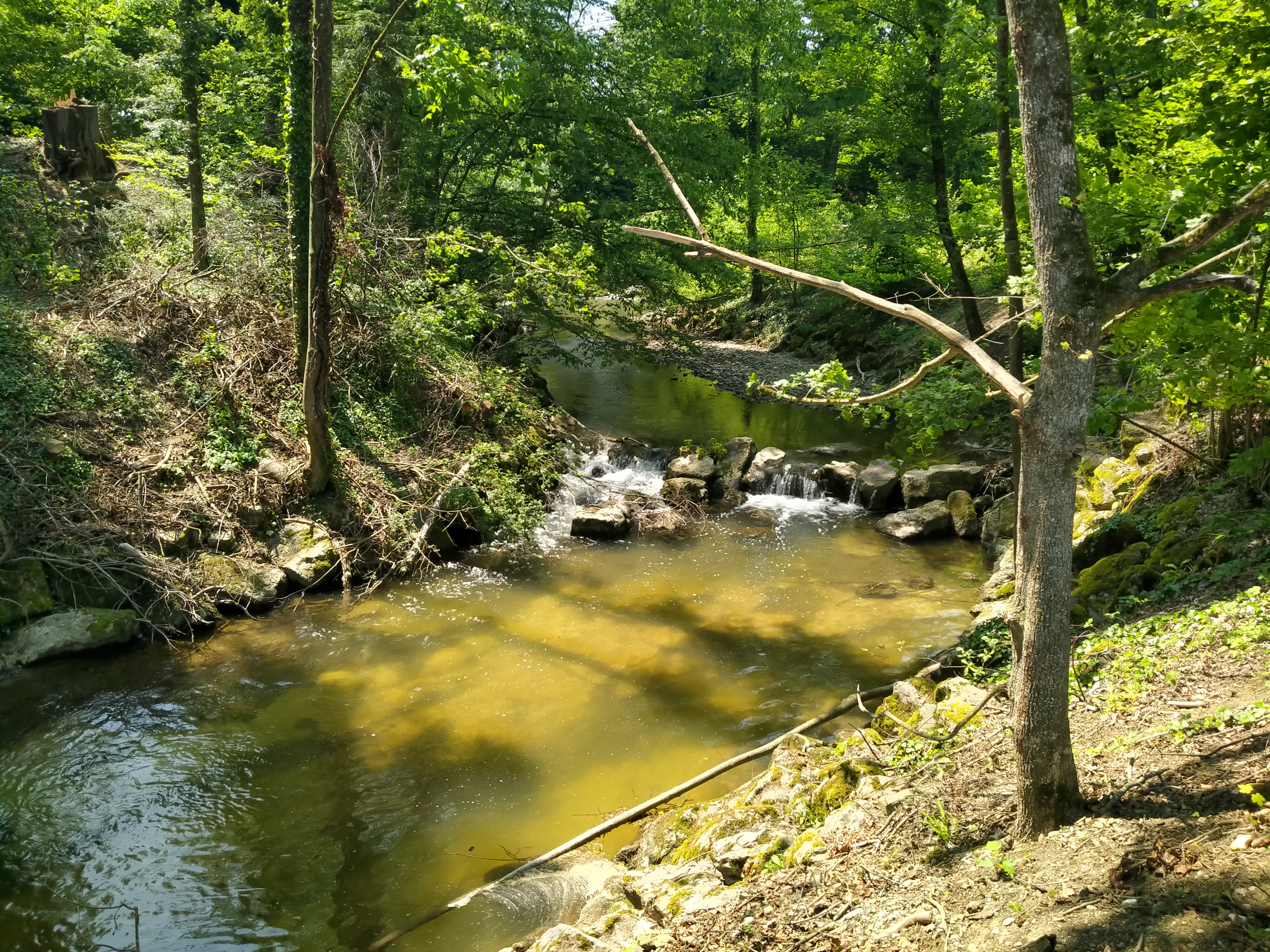
Die Aach bei Romanshorn

Das verstädterte Dorf liegt am südlichen Bodensee-Ufer und grenzt an die Gemeinden Uttwil, Hefenhofen und Salmsach.
Romanshorn hat ein Hinterland mit einem grossen Wald, der den nationalen Binding-Preis für vorbildliche Forstbewirtschaftung erhalten hat.

### Klima
Für die Normalperiode 1991–2020 beträgt die Jahresmitteltemperatur 9,8 °C, wobei im Januar mit 1,0 °C die kältesten und im Juli mit 19,1 °C die wärmsten Monatsmitteltemperaturen gemessen werden. Im Mittel sind hier rund 76 Frosttage und 19 Eistage zu erwarten. Sommertage gibt es im Jahresmittel rund 45, während im Schnitt 8 Hitzetage zu verzeichnen sind. Die MeteoSchweiz-Wetterstation liegt auf einer Höhe von 440 m ü. M. in der Gemeinde Güttingen, 8 Kilometer nordwestlich von Romanshorn (Luftlinie).
|                        | Jan  | Feb  | Mär  | Apr  | Mai  | Jun  | Jul  | Aug  | Sep  | Okt  | Nov | Dez  |   |       |
| Mittl. Temperatur (°C) | 1,0  | 1,6  | 5,5  | 9,4  | 13,7 | 17,4 | 19,1 | 18,6 | 14,4 | 9,9  | 5,0 | 1,8  | ⌀ | 9,8   |
| Mittl. Tagesmax. (°C)  | 3,4  | 5,0  | 10,1 | 14,7 | 19,1 | 22,6 | 24,5 | 24,1 | 19,2 | 13,7 | 7,6 | 4,0  | ⌀ | 14    |
| Mittl. Tagesmin. (°C)  | −1,6 | −1,5 | 1,3  | 4,2  | 8,6  | 12,2 | 13,9 | 13,8 | 10,3 | 6,6  | 2,3 | −0,7 | ⌀ | 5,8   |
|                        |      |      |      |      |      |      |      |      |      |      |     |      |   |       |
| Niederschlag (mm)      | 55   | 53   | 60   | 65   | 100  | 110  | 108  | 108  | 79   | 71   | 67  | 75   | Σ | 951   |
|                        |      |      |      |      |      |      |      |      |      |      |     |      |   |       |
| Sonnenstunden (h/d)    | 1,4  | 2,7  | 4,5  | 6,1  | 6,5  | 7,3  | 7,7  | 7,0  | 5,2  | 3,0  | 1,6 | 1,2  | ⌀ | 4,5   |
|                        |      |      |      |      |      |      |      |      |      |      |     |      |   |       |
| Regentage (d)          | 9,5  | 8,7  | 9,8  | 9,6  | 11,1 | 11,6 | 11,3 | 11,1 | 9,6  | 9,7  | 9,4 | 10,7 | Σ | 122,1 |
|                        |      |      |      |      |      |      |      |      |      |      |     |      |   |       |
| Luftfeuchtigkeit (%)   | 85   | 81   | 76   | 72   | 74   | 74   | 75   | 78   | 83   | 87   | 88  | 87   | ⌀ | 80    |

| −1,6 |

| −1,5 |

| 1,3 |

| 4,2 |

| 8,6 |

| 12,2 |

| 13,9 |

| 13,8 |

| 10,3 |

| 6,6 |

| 2,3 |

| −0,7 |

| −1,6 |

| −1,5 |

| 1,3 |

| 4,2 |

| 8,6 |

| 12,2 |

| 13,9 |

| 13,8 |

| 10,3 |

| 6,6 |

| 2,3 |

| −0,7 |

## Geschichte

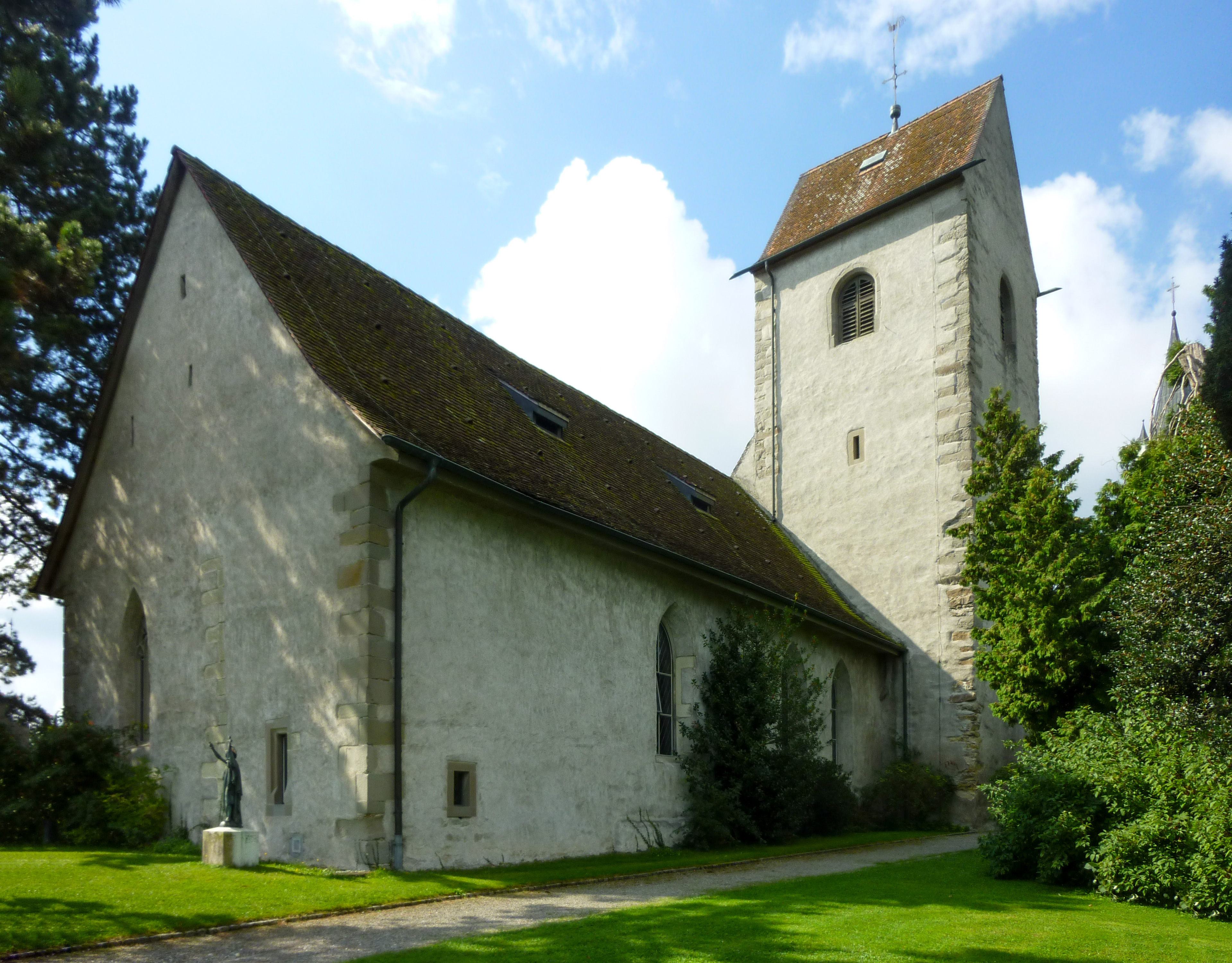
Die alte paritätische Kirche ist noch heute Zeuge der mittelalterlichen Vergangenheit. Romanshorn war jahrhundertelang ein wichtiger «Aussenposten» des Klosters St. Gallen.

Romanshorn war wohl bis Ende des 7. Jahrhunderts von Romanen besiedelt. Erstmals erwähnt wurde Rumanishorn im Jahre 779 oder 782, als Waldrata ihren Besitz in Romanshorn dem Kloster St. Gallen vergabte. Im Spätmittelalter bis 1367 war die Vogtei Romanshorn zeitweise im Besitz der von Landenberg. 1455 verkaufte Abt Kaspar von Landenberg den Landbesitz der Stadt St. Gallen, doch die Gotteshausleute erzwangen die gerichtliche Aufhebung des Verkaufs. Das Gericht Romanshorn erhielt 1469 von Abt Ulrich Rösch eine Offnung und wurde vom Romanshorneramt verwaltet. Bis 1798 besass das Kloster St. Gallen das Mannschaftsrecht, die Appellation und die Huldigung – meist in Täschlishusen bei Häggenschwil. Die übrigen Hoheitsrechte gehörten der Landgrafschaft Thurgau. 1803 wurden die Orts- und die Munizipalgemeinde Romanshorn gebildet, die sich 1870 zur Einheitsgemeinde Romanshorn vereinigten.
779 wurde in Romanshorn eine Kirche erwähnt. Der 1275 bezeugte Leutpriester hatte eine Pfründe von 16 Pfund inne. 1480 inkorporierte St. Gallen die Kirche, die 1504 vergrössert wurde. 1525 trat Romanshorn geschlossen zur Reformation über. Die eidgenössischen Schirmorte bestimmten 1588, dass der reformierte Salmsacher Pfarrer auch Romanshorn versehe. Romanshorn blieb bis zur Bildung der Kirchgemeinde Romanshorn-Salmsach eine Filiale. 1567 setzte der Abt einen katholischen Priester ein. Die Katholiken erhielten 1586 das Pfarrhaus und die Pfrundgüter zugesprochen. Durch weitere Begünstigungen nahm die Zahl der Katholiken zu. 1588 zählte Romanshorn zwei katholische Familien, 1711 deren 36. 1829 erfolgte die Renovation der Kirche. Die Reformierten erhielten 1911, die Katholiken 1913 ein neues Gotteshaus, womit die Simultaneität aufgelöst wurde.
1883 wurde in Romanshorn beschlossen, als erste Gemeinde am Bodensee, das Trinkwasser aus dem See zu beziehen. 1884 wurde aus der Ortsbrunnencorporation das Wasser- und Elektrizitätswerk Romanshorn. Der Bau eines Seewasserwerks mit Seeleitung, Reservoir und erforderlichen Versorgungsleitungen wird abgeschlossen.

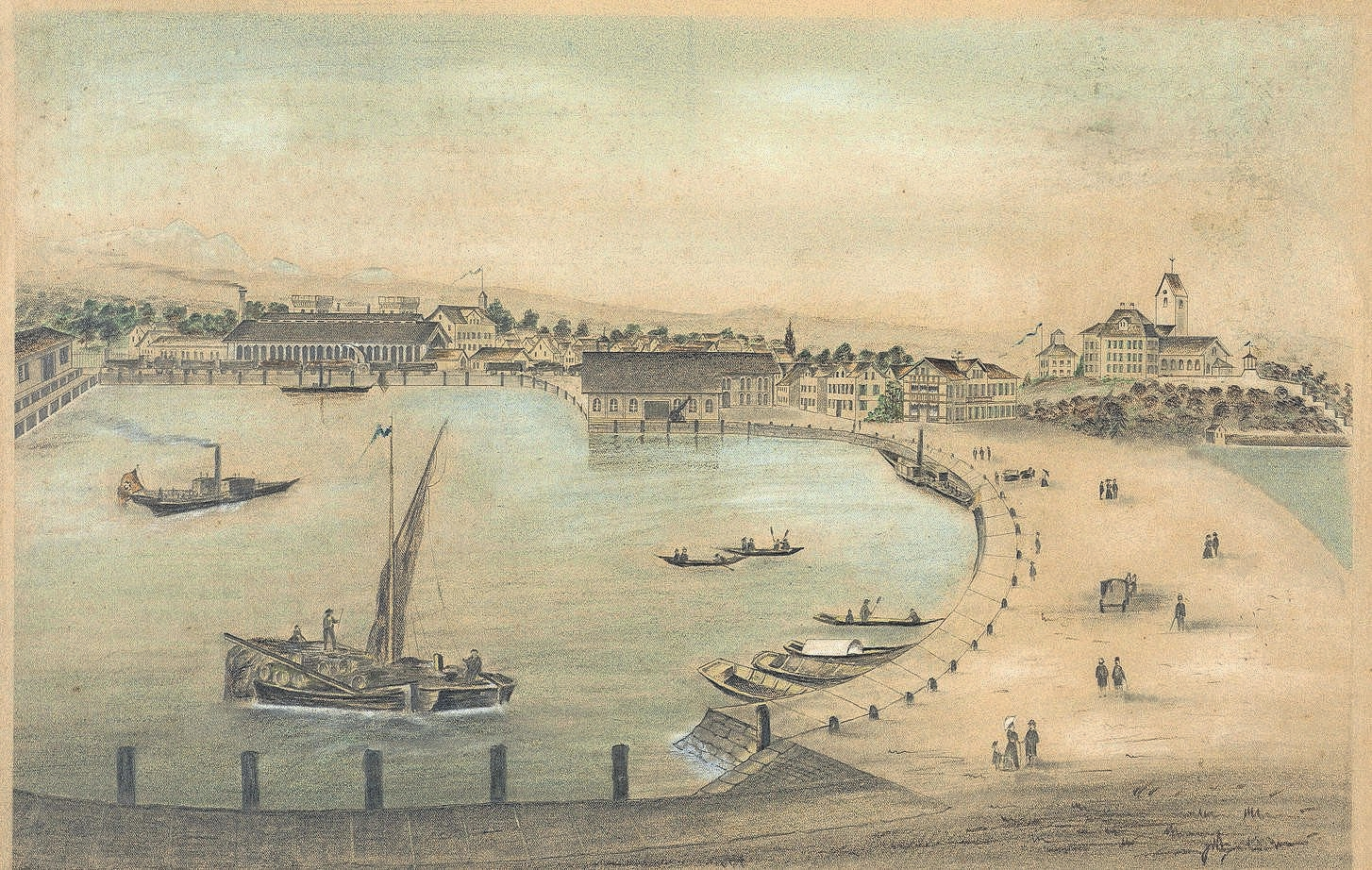
Hafen um 1860. Als die Nordostbahn 1855 von Zürich her Romanshorn erreichte und ein Hafen gebaut wurde, entwickelte sich der Ort sprunghaft zu einem Verkehrsknotenpunkt von Bahn und Schifffahrt.

Luftaufnahme von Walter Mittelholzer aus dem Jahr 1924

Wirtschaftlich dominierte der Getreide-, Garten- und Obstbau. Neben Forstwirtschaft und Fischerei wurde bis 1902 auch etwas Weinbau betrieben.
Die Dampfschiffe, die ab 1824 verkehrten, legten statt wie vorher in Uttwil ab 1832 in Romanshorn an. Erst als der Kanton Thurgau 1840 bis 1844 einen Hafen baute und die Postkurse nach Schwaben über Romanshorn führten, begann Romanshorn zu wachsen. 1855 wurde die Bahnlinie Zürich–Romanshorn eröffnet und 1856 ein Telegrafenkabel durch den See verlegt. Der Trajektverkehr von Lindau nach Romanshorn wurde 1869 aufgenommen, 1945 durch Autofähren erweitert und 1976 eingestellt. 1869 bzw. 1871 nahm die Nordostbahn die Linie Rorschach–Romanshorn–Konstanz in Betrieb. 1910 erfolgte die Eröffnung der Bodensee-Toggenburg-Bahn nach St. Gallen.
Die günstige Lage zog nach 1850 Gewerbe und Industrie an. Die 1836 gegründete Firma Fatzer stellte anfänglich Schnüre und Seile her, 1895 verlegte sie sich auf die Drahtseilproduktion, 1985 verarbeitete sie mit 85 Beschäftigten unter anderem 2000 Tonnen Stahldraht. Aus der Apotheke von Max Zeller, der ab 1864 den berühmten Zellerbalsam verkaufte, entwickelte sich die Firma Max Zeller Söhne AG, die als pharmazeutischer Betrieb 2008 knapp 100 Mitarbeiter beschäftigte. Das 1892 eröffnete Lager der Eidgenössischen Alkoholverwaltung besass um 1980 ein Fassungsvermögen von 30 Millionen Litern Alkohol. 1904 wurde in Romanshorn die Firma Voigt gegründet, die 2008 ca. 250 Mitarbeiter beschäftigte und pharmazeutische Produkte weltweit tätiger Firmen ausliefert. Weitere namhafte Unternehmen sind unter anderem die Firmen Biro (Kunststoffe), die Maschinenfabrik Hydrel (u. a. Hydraulik, Pneumatik) sowie die Asco Kohlensäure AG.
Am 18. Juni 1957 stürzte vor Romanshorn eine DC-3 der Swissair in den Bodensee. Beim Flugunfall der Douglas DC-3 HB-IRK der Swissair kamen alle Insassen ums Leben.
Die Kantonsschule Romanshorn nahm 1969 ihren Betrieb auf. 1970 eröffnete der von kantonalen Frauenverbänden gegründete Verein Thurgauisches Sprachheilheim, seit 1976 Sprachheilschule Thurgau, ein Haus.
Romanshorn entwickelte sich nach 1945 zu einer Wohngemeinde, doch gab es 2005 rund 5300 Arbeitsplätze im Ort, 58 % davon im dritten Wirtschaftssektor.
Romanshorn war in der Neuzeit immer wieder in den internationalen Medien. Um den Schiffsingenieur Silvan Paganini bildete sich der Schiffsbergeverein, der den Halbsalondampfer «Säntis» aus den Tiefen des Bodensees bergen wollte. Die Bergung wurde jedoch wegen technischer und finanzieller Schwierigkeiten aufgegeben.

## Wappen
Blasonierung: In Gelb ein schräglinkes schwarzes Horn.
Das Wappen taucht erstmals 1551 und 1581 auf Ämterscheiben des Abts von St. Gallen auf.

## Bevölkerung
| Die zur Anzeige dieser Grafik verwendete Erweiterung wurde dauerhaft deaktiviert. Wir arbeiten aktuell daran, diese und weitere betroffene Grafiken auf ein neues Format umzustellen. (Mehr dazu) |

| Jahr      | 1831 | 1850 | 1900 | 1950 | 1980 | 1990 | 2000 | 2010 | 2020   |
| Einwohner | 1218 | 1408 | 4577 | 6648 | 7893 | 8899 | 9076 | 9699 | 11'296 |

Von den insgesamt 11'114 Einwohnern der Gemeinde Romanshorn im Jahr 2018 waren 3429 bzw. 30,9 % ausländische Staatsbürger.

## Wirtschaft

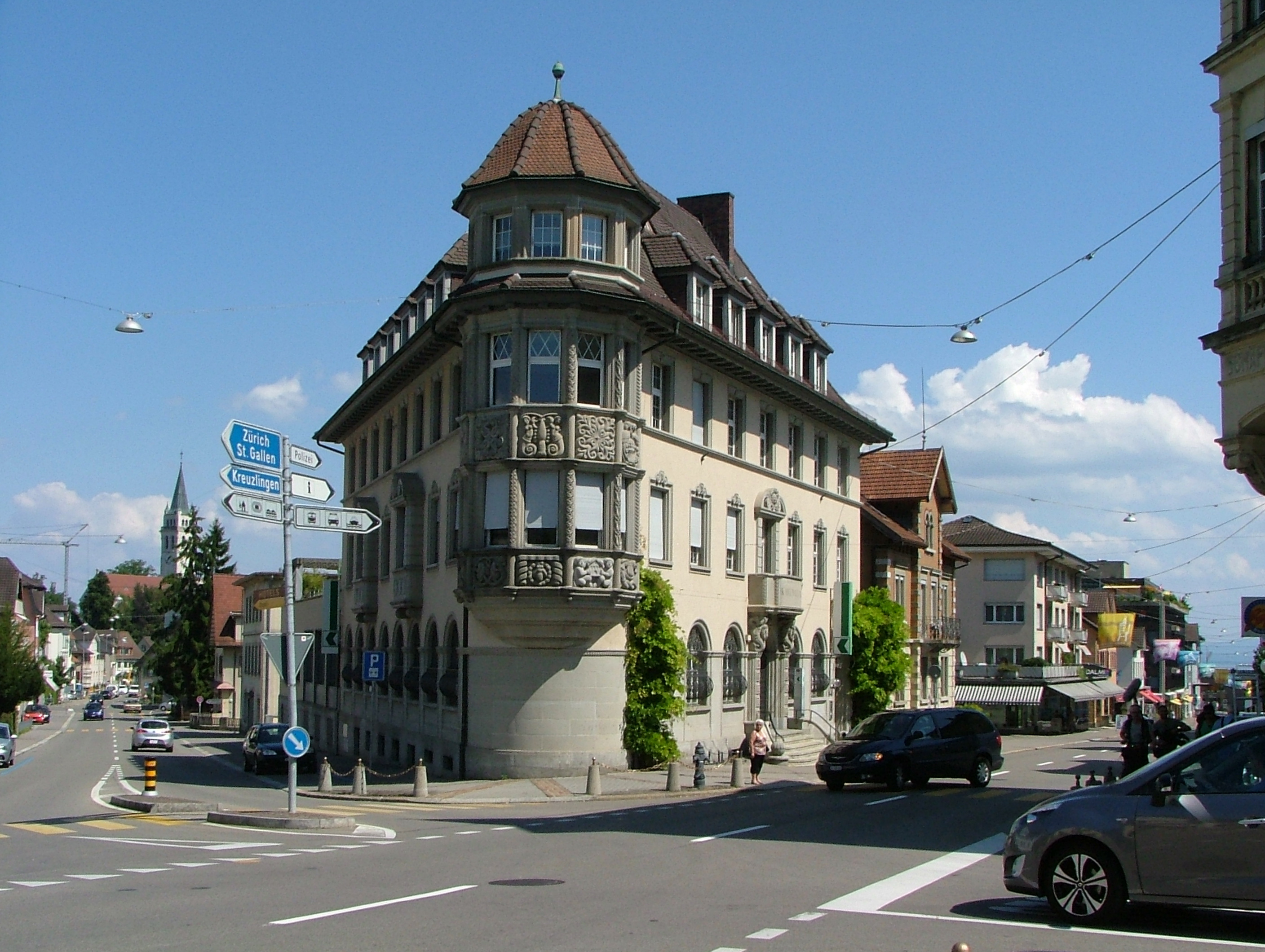
Filiale der Kantonalbank

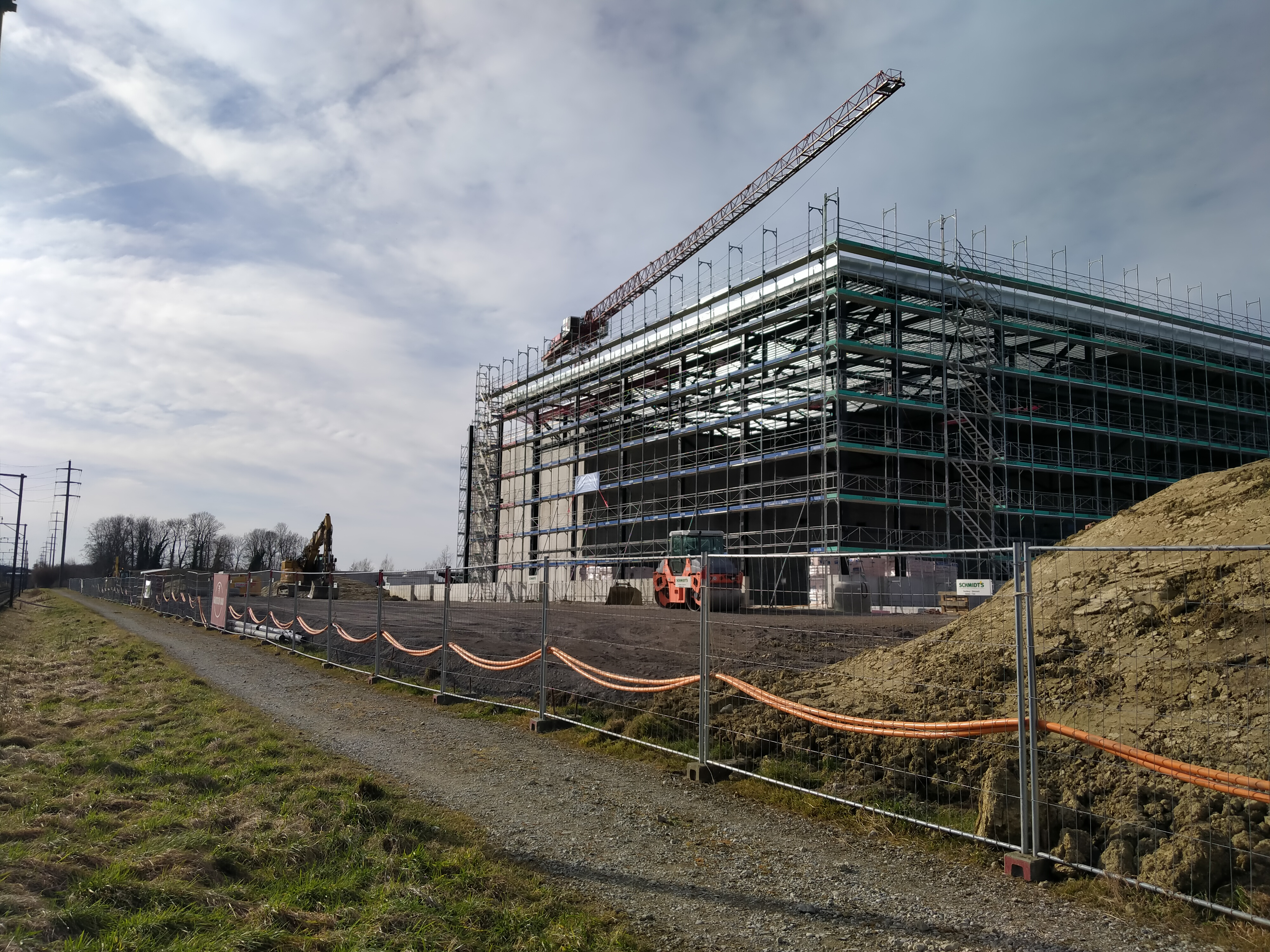
Industriegebiet

Romanshorn war einst ein Fischerdorf, das erst mit dem Bau des Hafens und der Eisenbahnlinie ein Handels- und Tourismusort geworden ist. Heute ist Romanshorn ein moderner Industrieort mit breiter Diversifikation: Kunststofferzeugnisse, Maschinenindustrie, Chemie, Pharma usw. In rund 600 Betrieben werden 5000 Arbeitsplätze angeboten. Von grosser Bedeutung ist auch der Dienstleistungssektor und das Bildungsangebot, etwa mit der Kantonsschule. Über die letzten Jahrzehnte stark nachgelassen hat die Bedeutung der Bundesbetriebe (SBB inkl. Schiffsbetriebe, damalige PTT und Zolldirektion) als Arbeitgeber.
Im Jahr 2016 bot Romanshorn 4352 Personen Arbeit (umgerechnet auf Vollzeitstellen). Davon waren 0,9 % in der Land- und Forstwirtschaft, 43,4 % in Industrie, Gewerbe und Bau sowie 55,7 % im Dienstleistungssektor tätig.

## Politik
Bei den Nationalratswahlen 2023 betrugen die Wähleranteile in Romanshorn: SVP 32,7 % (+2,9 %), SP 15,3 % (−5,2 %), Mitte 13,7 % (+0,6 %), FDP 12,8 % (+0,7 %), Grüne 9,6 % (−0,7 %), glp 6,2 % (−1,5 %), EDU 5,0 % (+1,8 %), EVP 2,8 % (−0,6 %).
Der amtierende Stadtpräsident heisst Roger Martin (die Mitte) und wurde erstmals am 31. März 2019 gewählt. Der Stadtrat setzt sich weiters zusammen aus: Philipp Gemperle, Vize-Stadtpräsident (FDP), Christian Zanetti (parteilos), Ursula Bernhardt (parteilos), Melanie Zellweger (SVP), Peter Eberle (parteilos), Roman Imhof (die Mitte), Celina Hug (glp) und Aron Signer (FDP). Stadtschreiber ist Fabio Bottega.

## Verkehr
Der Ort ist begünstigt durch seine Verkehrslage. Romanshorn hat den nach Wasserfläche grössten Hafen am Bodensee. Eine Autofähre verbindet Romanshorn mit Friedrichshafen.
Vom Bahnhof Romanshorn verkehren Züge in vier Richtungen: auf der Seelinie nach Rorschach und Kreuzlingen, ausserdem nach Zürich über die Schnellzuglinie nach Brig sowie die Eilzuglinie nach St. Gallen und Konstanz. Linien von Bus Oberthurgau verbinden Romanshorn mit den umliegenden Orten abseits der Bahnlinien.

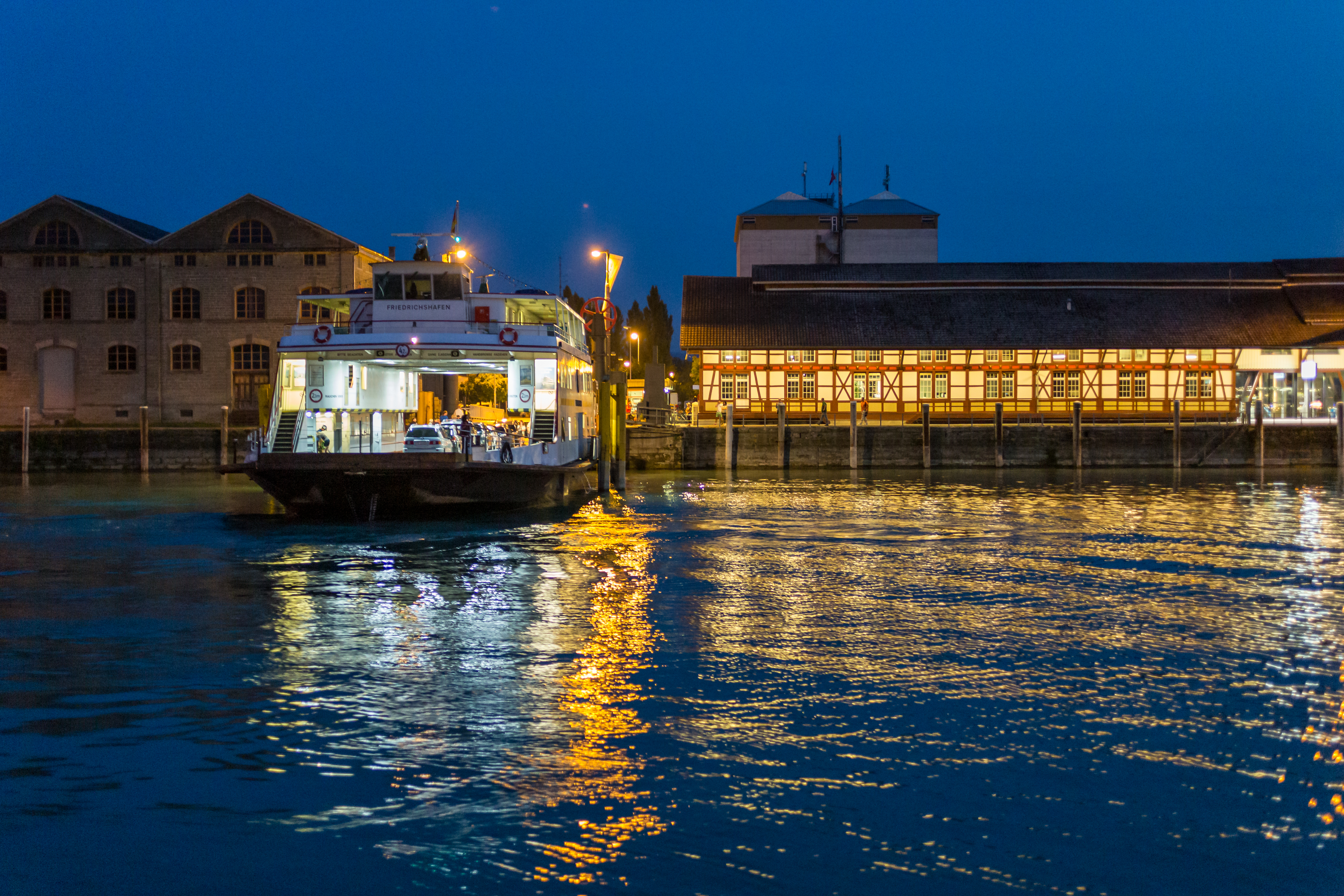
Bodenseefähre Friedrichshafen
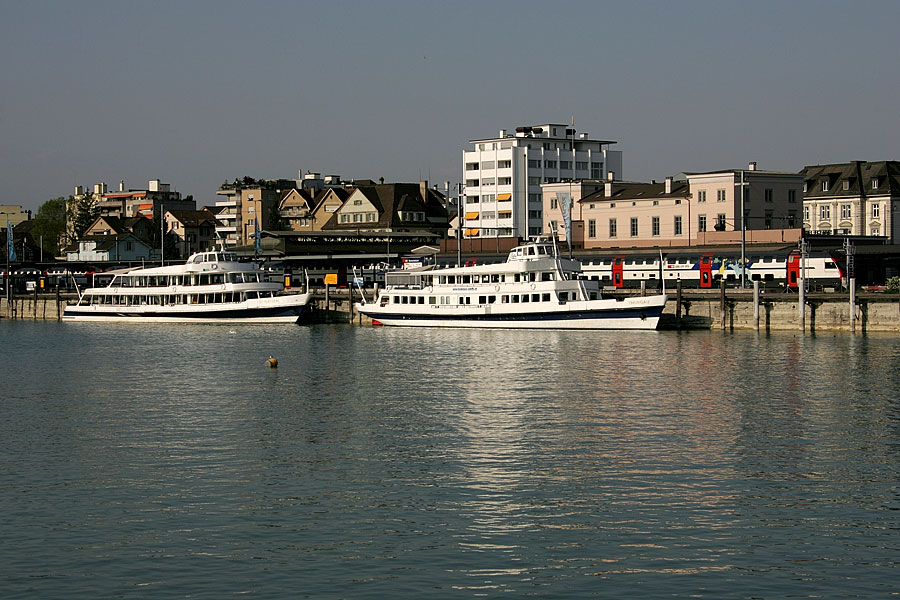
Schifflände
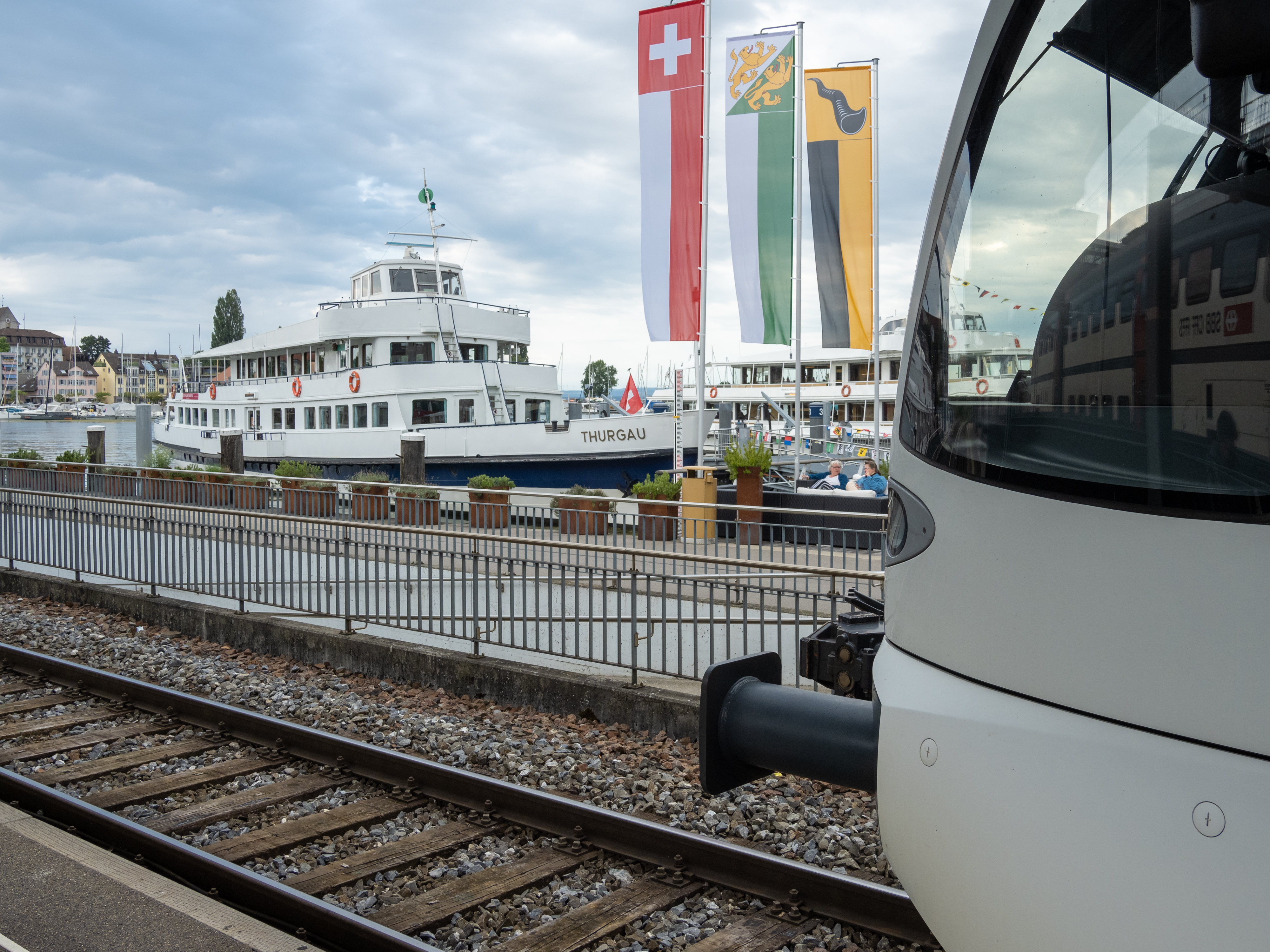
Hafen und Bahnhof
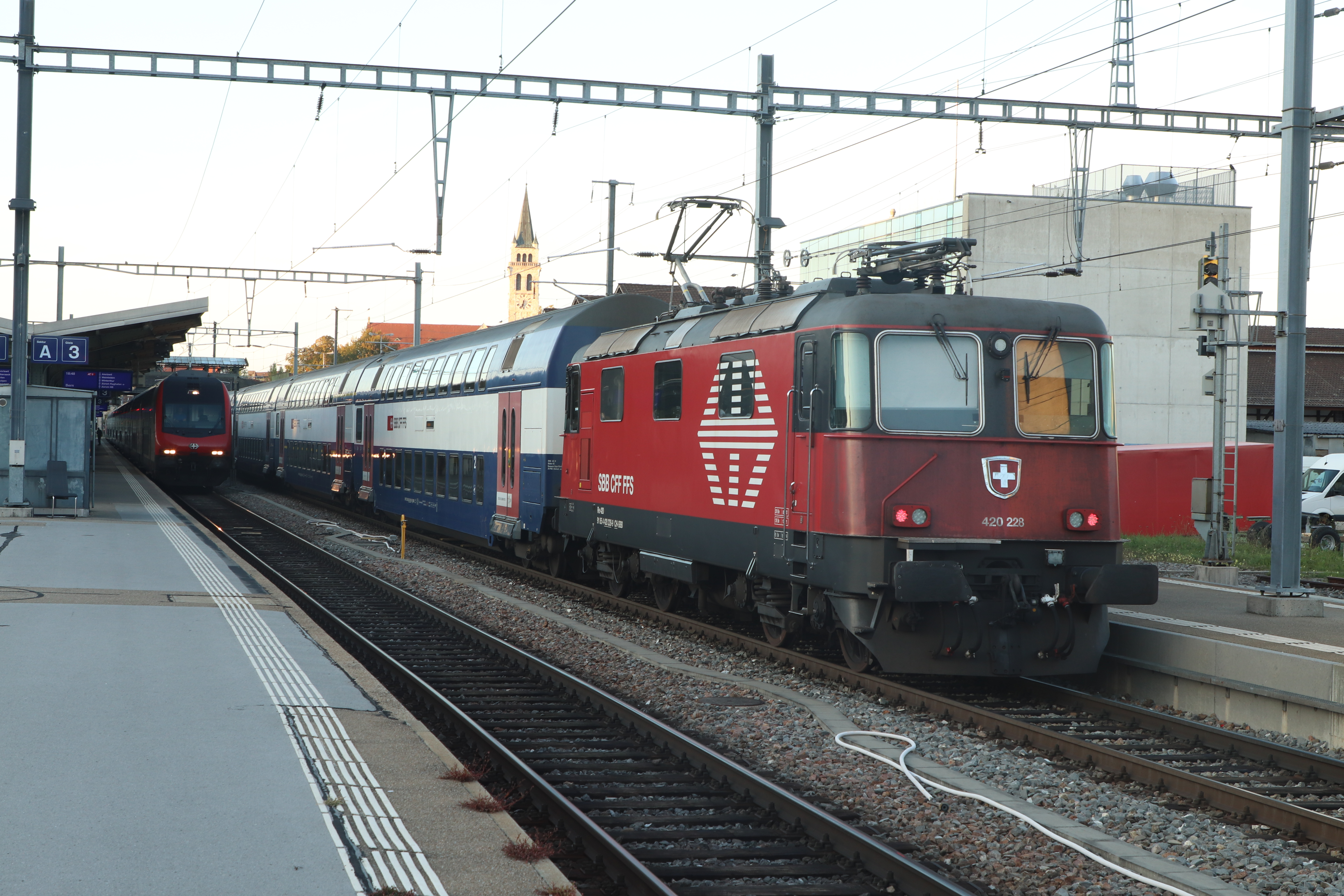
Bahnhof
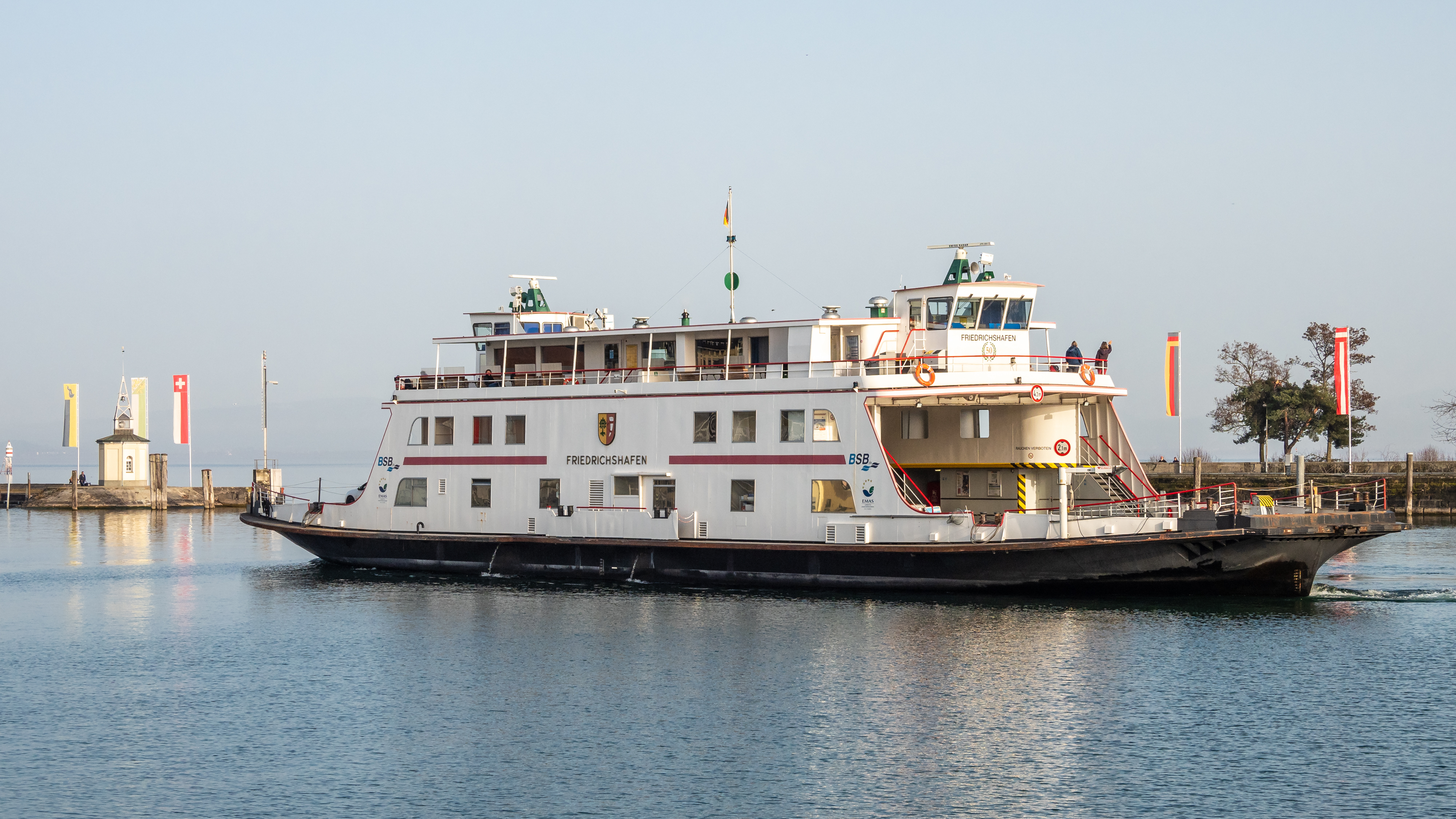
MF Friedrichshafen verlässt Romanshorn
Der Leuchtturm von Romanshorn ist eines der Wahrzeichen der Stadt und gleichzeitig ein wichtiger Navigationspunkt am Bodensee.

## Sehenswürdigkeiten

Romanshorner Hafen

Das verstädterte Dorf Romanshorn ist im Inventar der schützenswerten Ortsbilder der Schweiz aufgeführt. Zu den wichtigsten und markantesten Baudenkmälern zählen die drei Kirchen:
- die paritätische Alte Kirche (10.–16. Jahrhundert), die einst der Heiligen Katharina geweiht war. Im Chorraum sind Fresken aus dem 14. Jahrhundert zu sehen: Links des Masswerkfensters die Taufe Christi im Jordan und Zachäus, wie er auf dem Baum nach Jesus Ausschau hält, darunter die Kreuzigung und eine Schmerzensmanndarstellung; rechts des Fensters die heilige Katharina (das Heiligenattribut, zerbrochenes Rad, ist nicht mehr zu erkennen) und Christus, der Adam, Eva und Abel aus der Vorhölle befreit, sowie eine grosse Teufelsgestalt.[21]
- die reformierte Kirche (1911, Heimatstil)
- die katholische Kirche St. Johannes der Täufer (1913, neoromanisch/neo-byzantinisch), erbaut von Adolf Gaudy, Chor und Schiff von Fritz Kunz ausgemalt.

An der Hafenfront stehen an der Südseite die mächtigen ehemaligen Lagerhallen für den Güterumschlag zwischen Fähre und Eisenbahn, die seit 2020 für andere Zwecke genutzt (Wohnungen, Büros, Gastronomie …) und als "Kornhaus" vermarktet werden. An der Nordseite des Hafens ist das Alte Zollhaus, in dem heute das lokalgeschichtliche Museum ist.
Der vor der Einfahrt des Fährhafens gelegene Leuchtturm von Romanshorn ist der einzige Schweizer Leuchtturm am Bodensee.
Die 2024 fertiggestellten Aussichtstürme des Kinderspielplatzes «Robins Horn» prägen ebenso das Erscheinungsbild des Hafenareals.
Im ehemaligen Tanklager der früheren Alkoholverwaltung befindet sich seit 2009 die Autobau, eine private Sammlung von Sport- und Rennwagen.
Zwischen dem Bahnhof Romanshorn und der Autobau befindet sich das Eisenbahnmuseum Locorama ("Eisenbahn-Erlebniswelt").

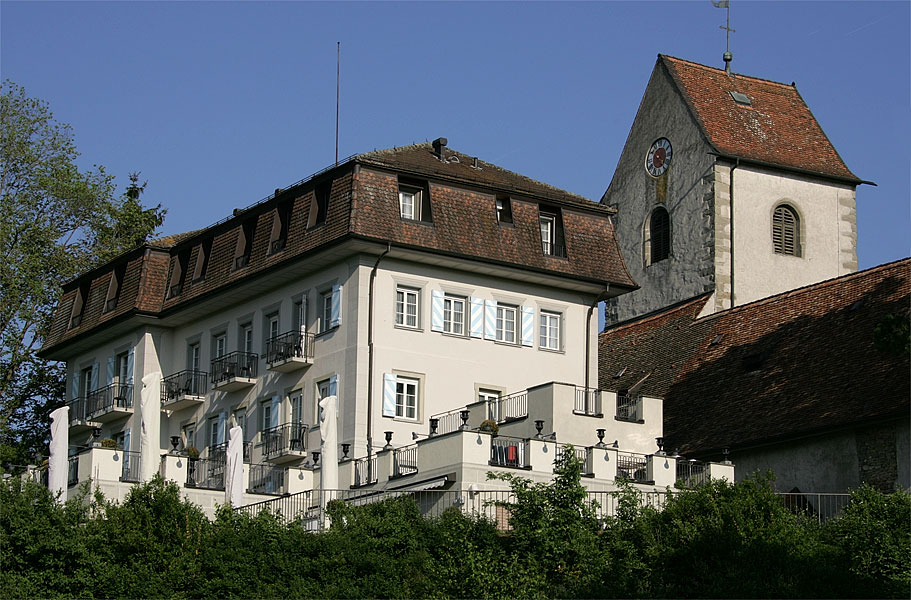
Schloss und Alte Kirche
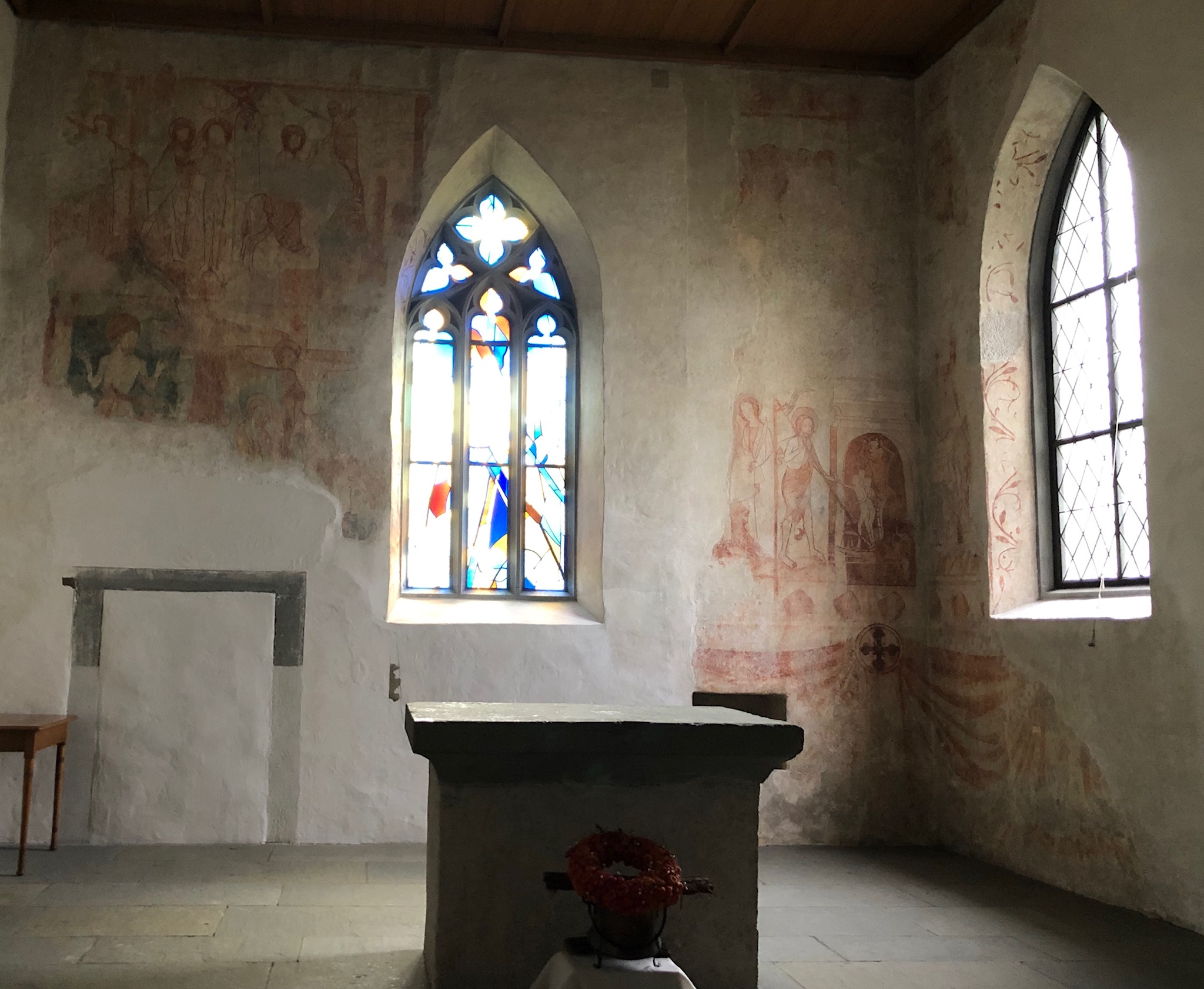
Alte Kirche, Chorraum mit Fresken
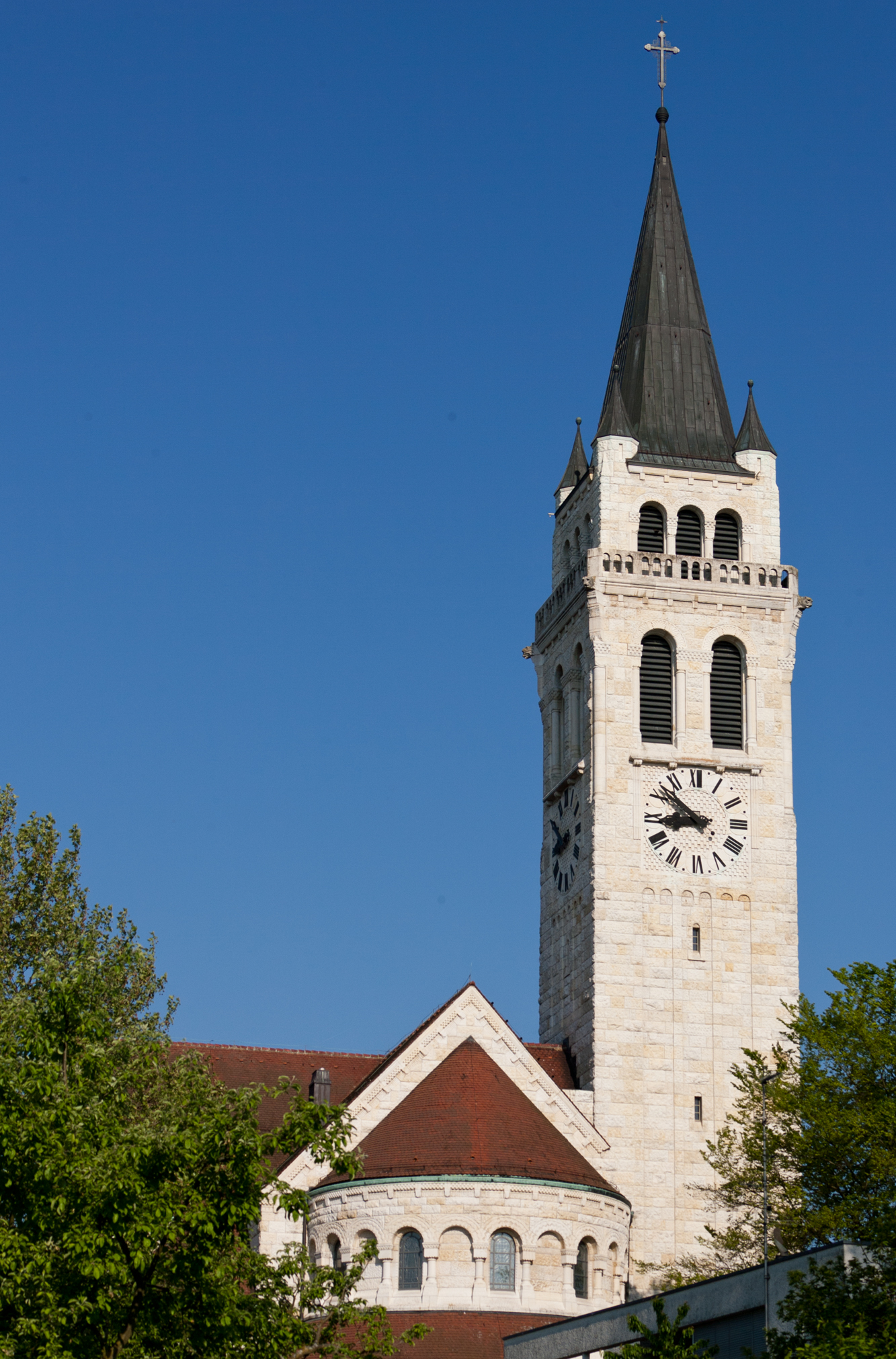
Katholische Kirche St. Johannes der Täufer
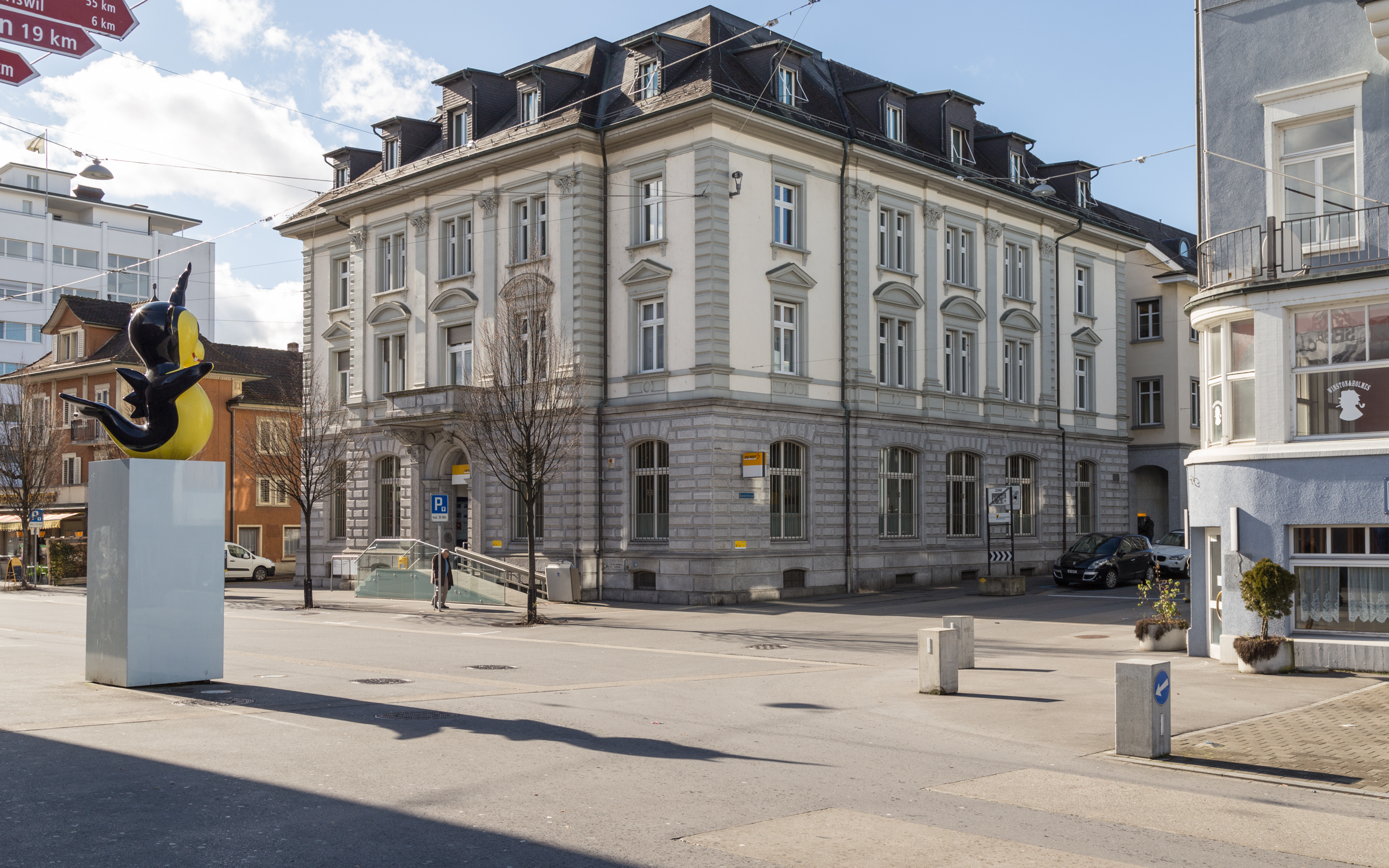
«Mocmoc» am Bahnhof vor der Poststelle
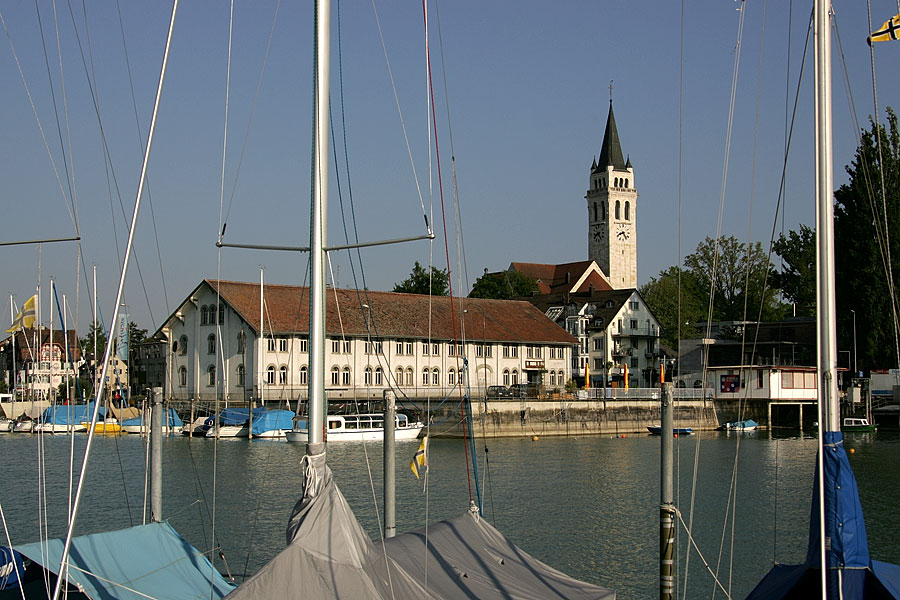
Hafen und Kirchturm von St. Johannes
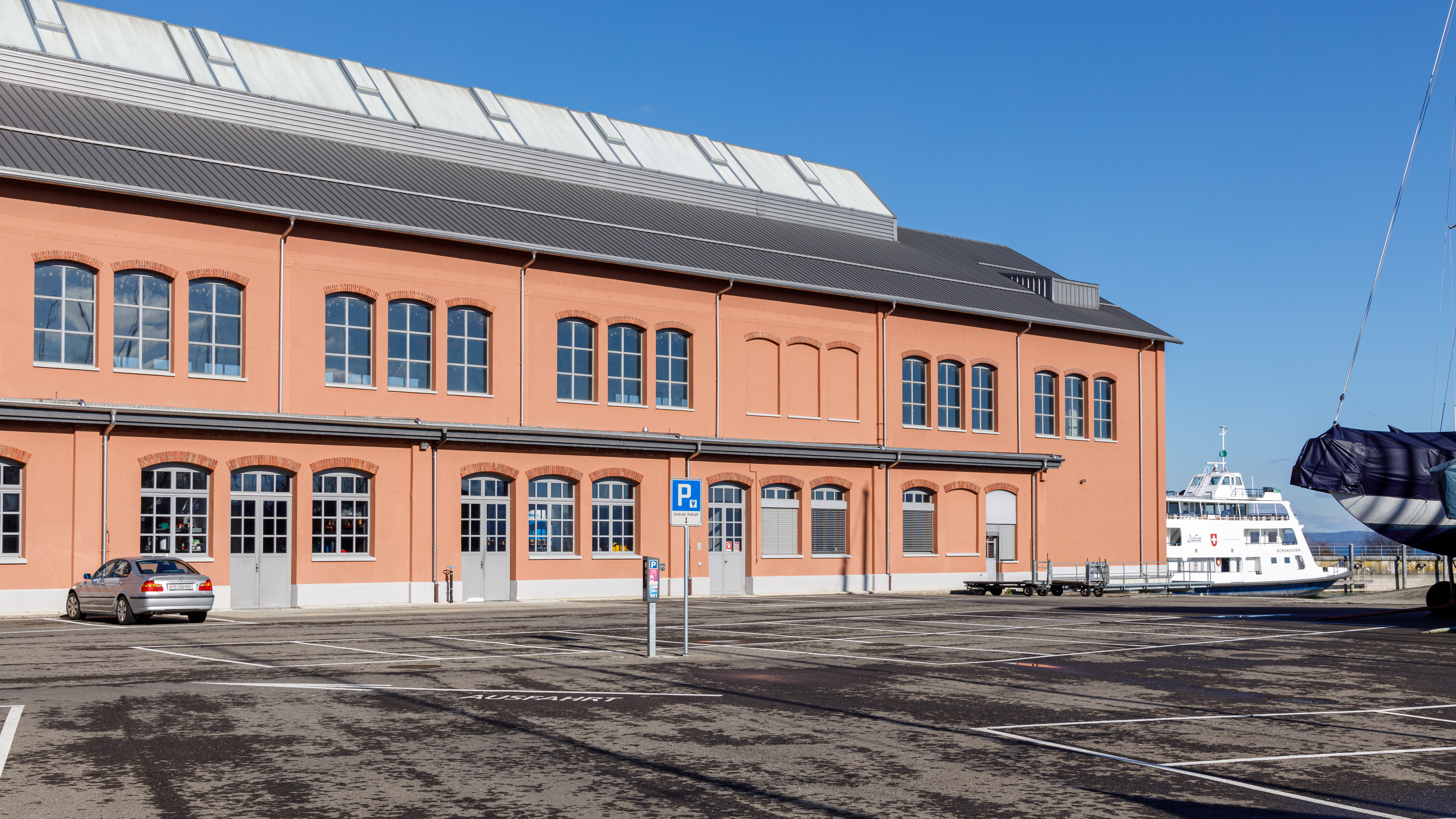
Werft der Schweizer. Bodensee Schifffahrt
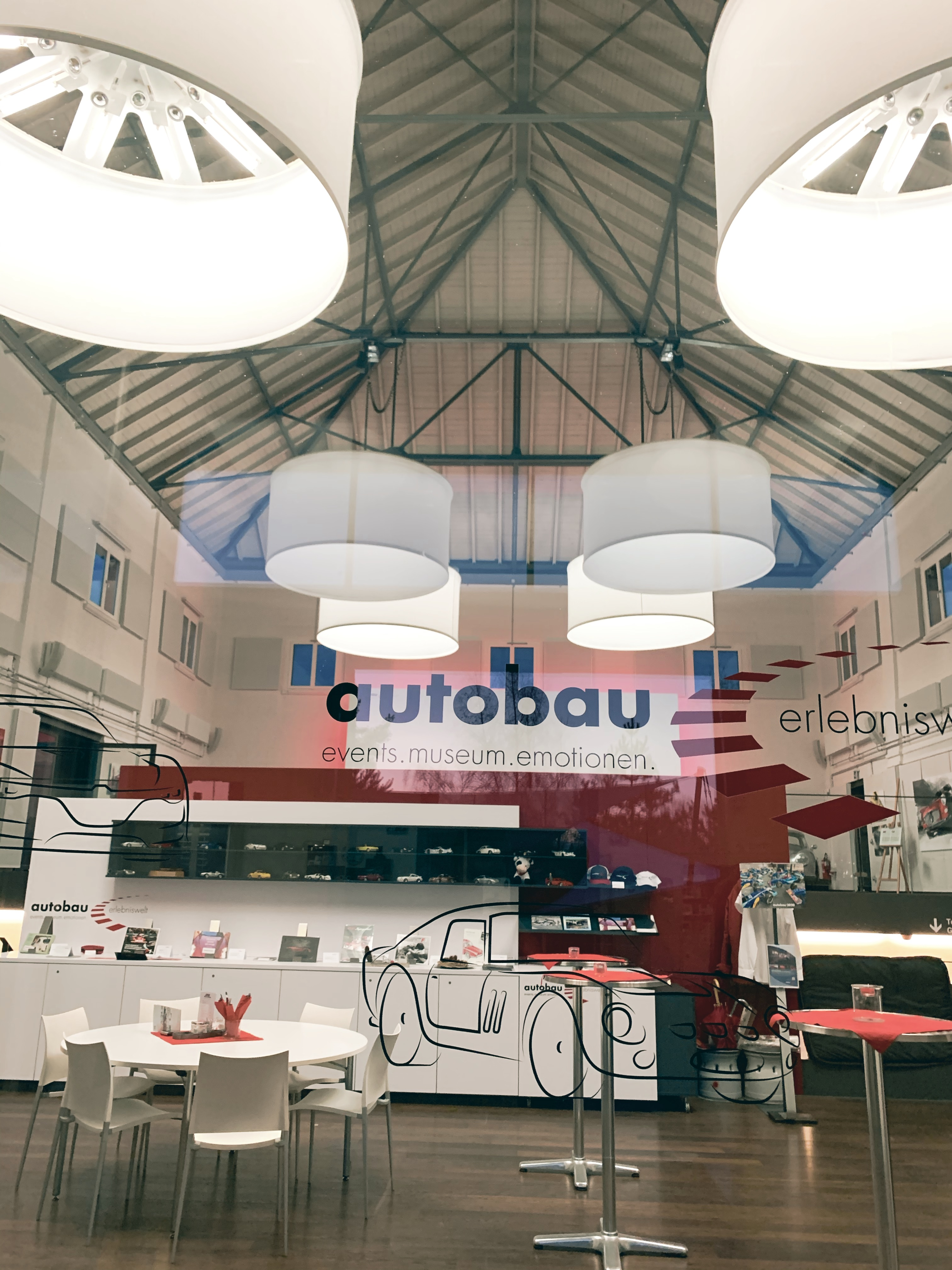
Autobau
Der Leuchtturm von Romanshorn.
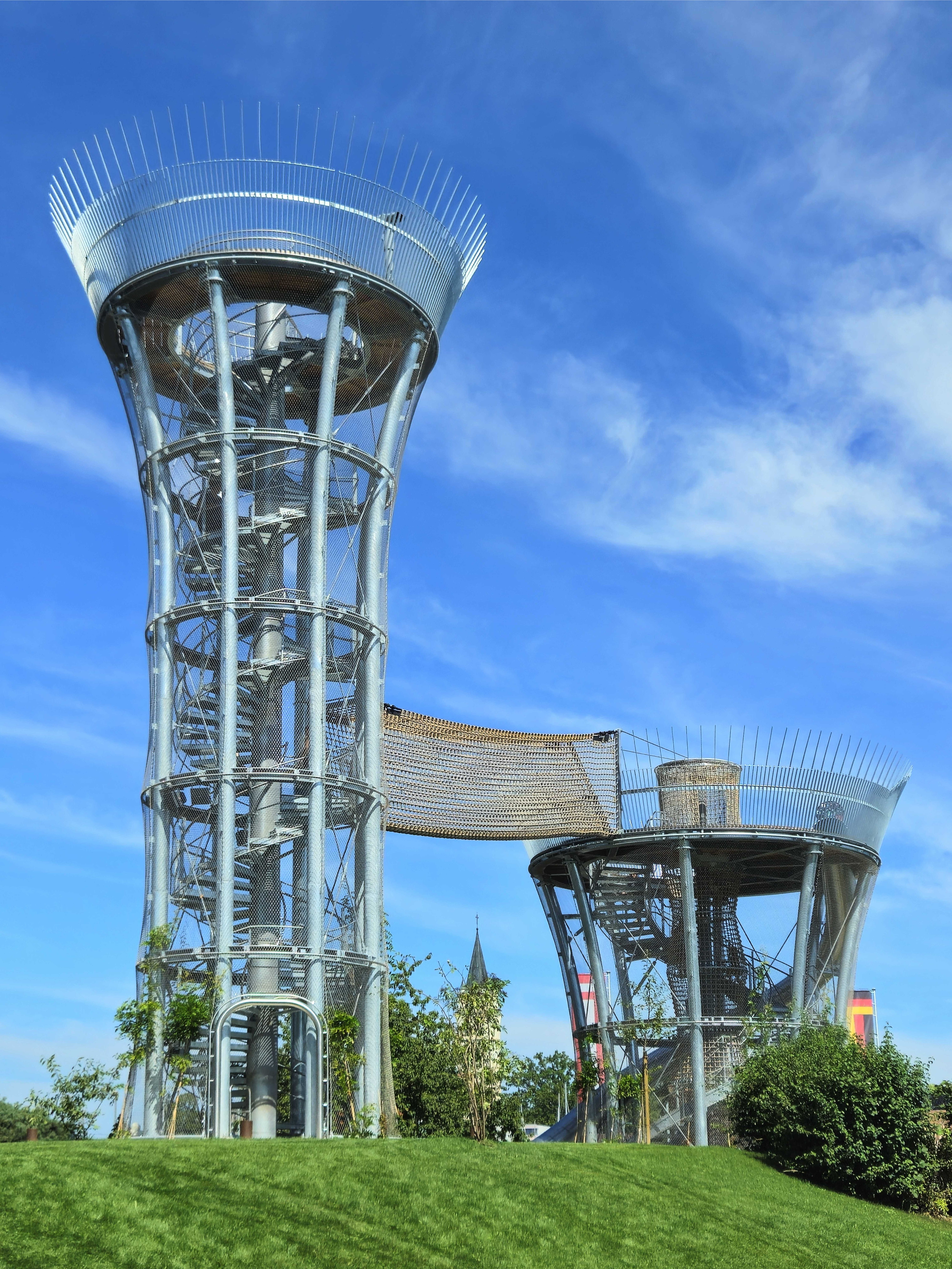
Aussichtstürme des Kinderspielplatzes «Robins Horn».

## Bildung und Sport
Besonders von Bedeutung sind die vielfachen Bildungsmöglichkeiten am Ort. Romanshorn ist dank seiner guten Erreichbarkeit der zentrale Schulstandort im Oberthurgau. An öffentlichen Schulen bietet Romanshorn eine Primar- und Sekundarschule sowie eine Kantonsschule. Daneben existieren das Heilpädagogische Zentrum Romanshorn, die Musikschule des Musikkollegiums Romanshorn und die Thurgauische Sprachheilschule. Weiterhin ist in Romanshorn die Privatschule «SBW Haus des Lernens AG» mit dem «EuregioGymnasium» und der «SBW Neue Medien AG» angesiedelt, letztere bietet eine Ausbildung als Mediamatiker an.
Erwähnenswert ist auch das reiche Angebot an Freizeiteinrichtungen zu Wasser und zu Land.
Eine moderne Eishalle gehört zum sportlichen Angebot wie ein viel besuchtes Seebad. Romanshorn ist ebenfalls ein Ausgangspunkt für Wanderer, Skater und Biker.

## Feste
Das «Nationenfest» entstand 1999 im Pfarreiratsweekend der katholischen Pfarrei St. Johannes. Es wurden die Ausländergruppe, welche sich für Anliegen aller Nationen in Romanshorn kümmern sollte, sowie der Gruppo Culturale, welcher sich für den Erhalt der italienischen Werte und die Verbindung zu den schweizerischen Werten einsetzt, gegründet. Das «Nationenfest» findet jedes Jahr im Juni statt. Das Ziel des Anlasses lautet: «In gemütlichem Ambiente soll der Austausch zwischen Menschen unterschiedlichster Nationen gefördert werden. Die Nationenvertreter bieten kulinarische Spezialitäten aus ihren Ländern und ein attraktives Bühnenprogramm».

## Persönlichkeiten
- Lucie Bänziger-Bardy (1877–1958), engagierte Unternehmerin im Gemeinnützigen Frauenverein
- Guido Baumann (1926–1992), Journalist und Fernsehmann
- Rudolf Bella (1890–1973), Dirigent und Komponist
- Jytte Borberg (1917–2007), dänische Schriftstellerin
- Carl Brüschweiler (1878–1956), Statistiker
- Ludwig Demarmels (1917–1992), Skisportler und Kunstmaler
- Peter Dschulnigg (1943–2011), römisch-katholischer Theologe
- Johannes Gees (* 1960), Künstler und Medienproduzent
- Claudius Graf-Schelling (1950–2019), Politiker (SP)
- Martina Hälg-Stamm (1914–2011), SP-Politikerin und erste Thurgauer Kantonsrätin
- Paul Ilg (1875–1957), Schriftsteller
- Kurt Imhof (1956–2015), Soziologe und Publizistikwissenschafter
- Erwin Kessler (1944–2021), Bauingenieur und Tierschützer
- Henri König (1896–1983), Bildhauer
- Paul Kuhn (1920–2002), Gärtner und Gründer der St. Michaelsvereinigung
- Dora Labhart-Roeder (1897–1992), erste Thurgauer Rechtsanwältin mit eigenem Anwaltsbüro, Gründerin des Thurgauischen Gemeinnützigen Frauenvereins
- Paul Lascaux, eigentlich Paul Ott (* 1955), Schriftsteller
- Antonio Ligabue (1899–1965), Kunstmaler
- Daniel Lopar (* 1985), Fussballprofi
- Peter Lüscher (* 1956), ehemaliger Skirennfahrer
- Rose-Marie Maron (* 1935), Malerin. Collage, Wandteppich und Druckgrafik
- Silvan Paganini (* 1984), Schiffsingenieur und Initiator einer Dampfschiffbergung
- Doris Quarella (1944–1998), Fotografin
- Florian Rexer (* 1976), Schauspieler, Regisseur und Leiter der Schlossfestspiele Hagenwil
- Otto Schäfer (1912–2000), Grossindustrieller, Buch- und Kunstsammler
- Vreni Schawalder (* 1946), SP-Politikerin und erste Thurgauer Regierungsrätin
- Jürg Schoop (1934–2024), Maler, Musiker, Literat, Filmer, Fotograf und Vermittler
- Maria Stader (1911–1999), eigentlich Maria Molnár, lyrische Sopranistin
- Johann Victor von Thurn (1701–1773), fürstäbtischer Vogt
- Max Zeller-Fehr (1881–1954), Apotheker, Unternehmer
- Max Eduard Zeller (1913–1961), Unternehmer